# Премия Неммерса по математике
Премия имени Фредерика Эссера Неммерса по математике (англ. Frederic Esser Nemmers Prize in Mathematics) — одна из крупнейших в США премий за достижения в области математики.
Премия была создана по завещанию братьев Фредерика и Эрвина Неммерсов, которые оставили 14 миллионов долларов США Северо-Западному университету на создание четырёх профессорских позиций в Келлогской школе менеджмента при университете, и на выплату премий по математике и экономике, которые в перспективе могли бы стать столь же престижными, как и Нобелевская премия.
С 2012 года размер премии составляет 200 тысяч долларов США. Лауреат премии должен провести 10 недель в Северо-Западном университете.

## Список лауреатов
- 1994 — Юрий Манин
- 1996 — Джозеф Келлер
- 1998 — Джон Конвей
- 2000 — Эдвард Виттен
- 2002 — Яков Синай
- 2004 — Михаил Громов
- 2006 — Роберт Ленглендс
- 2008 — Саймон Дональдсон
- 2010 — Теренс Тао
- 2012 — Ингрид Добеши
- 2014 — Майкл Джером Хопкинс[англ.]
- 2016 — Янош Коллар
- 2018 — Assaf Naor[англ.]
- 2024 — Луиджи Амбросио